# Prince Jinan
Le prince Jinan (진안대군, 1354-1393) était le premier enfant du roi Taejo, le fondateur de la dynastie de Joseon et de la reine Shinyui. C'est un homme qui avait fait carrière et qui était devenu secrétaire général du dernier roi de la dynastie de Koryo.

## Biographie
Durant l’année 1388, son père détrôna le roi U de Koryo. Après avoir assisté à cet incident, le prince Jinan se retira dans les montagnes de Bogae à Cheorwon car il ne voulait pas être impliqué dans les actions de son père. Après cela, il alla à Hamhung, et y mourut à un âge relativement jeune, 39 ans, le 13e jour du 12e mois lunaire de 1393.
En 1392, lorsque Taejo prit le titre de roi, son fils aîné est devenu connu comme le grand prince royal Jinan. Dans les annales de la dynastie Joseon, le grand prince Jinan est décrit comme un homme qui aimait l'alcool et qui a bu copieusement jusqu’à sa mort. Cependant, selon une pierre commémorative du grand prince Jinan qui a été faite en 1789, il est écrit : « Le grand prince Jinan était un fils exemplaire pour ses parents, qui prenait soin de ses frères et sœurs. Quand il fut plus vieux, il étudia la littérature et pratiqua un modeste mode de vie et n'avait pas de penchant pour l’argent ou l’autorité. »